# Teen Titans Go! Vs. Teen Titans
Teen Titans Go! Vs. Teen Titans è un film d'animazione direct-to-video statunitense del 2019 diretto da Jeff Mednikow.
Il film è un crossover tra la serie animate Teen Titans Go! e Teen Titans.

## Trama
A Jump City, i Teen Titans tentano di impedire una rapina da parte del Fantasma Gentiluomo, ma dopo che quest'ultimo si impossessa di Corvina e incrina la gemma che la ragazza ha sulla fronte, quest'ultima rilascia i suoi poteri demoniaci oscuri che distruggono lo spettro. Tornata alla Titans Tower, Corvina viene contattata da suo padre Trigon che le spiega la situazione e le offre di liberarla dai suoi poteri; in caso contrario, più Corvina userà i suoi poteri e più la gemma s'incrinerà, finché il demone dentro di lei non avrà divorato tutta la bontà della ragazza. Corvina, conscia del pericolo, si rifiuta di cedere i poteri a suo padre, preferendo piuttosto non usarli.
Poco dopo, la squadra viene rapita dal Signore dei Giochi, un essere che viaggia nei vari universi alla ricerca dei più grandi eroi del multiverso grazie ad un artefatto chiamato Warlogog. L'alieno costringe il team a combattere contro una versione alternativa di loro stessi (quelli provenienti dalla serie animata del 2003), dopo aver minacciato questi ultimi di distruggere la loro Terra. I Titans del 2013 accettano di buon grado la sfida, ma vengono tutti sconfitti ad eccezione di Corvina, che viene provocata ad usare i suoi poteri contro la sua variante. La Corvina del 2003 riesce a fermarla dopo essersi accorta che il Signore dei Giochi sta drenando la sua energia demoniaca; l'alieno si rivela essere Trigon, che coi poteri assorbiti da Corvina riesce a riportare in vita la sua variante del 2003. I due demoni rapiscono le due Corvine, per poi fuggire sulla Terra del 2003, con l'intento di conquistare insieme il multiverso.
I due team decidono di collaborare per fermare i Trigon e salvare le loro amiche. Il Robin del 2003 deduce che il Warlogog dei Trigon proviene dalla loro Terra, e che quindi dev'essercene uno anche sulla Terra del 2013. I Titans del 2013 intuiscono che nel loro universo l'artefatto è in possesso di Babbo Natale, così si recano al Polo Nord per rubarglielo. Dopo una rocambolesca battaglia contro l'esercito di elfi di Babbo Natale, le squadre riescono a rubare l'artefatto, e iniziano ad usarlo per viaggiare nel multiverso alla ricerca delle Corvine, fino ad arrivare nell'universo giusto. Il Trigon del 2003 ha ormai pienamente recuperato le sue forze, tuttavia la sua variante, stanco dell'ennesimo insulto, decide di assorbirlo e di conquistare il multiverso da solo, trasformandosi in un demone nuovo e molto più potente chiamato Hexagon.
Per contrastarlo, il Robin del 2003 decide di utilizzare il Warlogog per richiamare tutti i Teen Titans provenienti dagli universi alternativi, formando così i Teen Titans delle Terre Infinite. Hexagon, tuttavia, pare inarrestabile, così la Corvina del 2003 spinge la sua variante del 2013 ad assorbire i suoi poteri e quelli di tutte le altre Corvine alternative. Corvina si trasforma così in un imponente drago demoniaco nero chiamato Perfidia e riesce, con l'aiuto dei Titans delle Terre Infinite, a riprendersi i poteri, distruggere il Warlogog di Hexagon, sconfiggere nuovamente il Trigon del 2003 e intrappolare il Trigon del 2013 in un universo di zombie.
La Corvina del 2013 riesce finalmente a venire a patti col suo lato demoniaco, mentre il Robin del 2003 usa il Warlogog per rimandare tutti i Titans nei loro rispettivi universi. Di ritorno a casa, i Titans sono contenti di non dover partecipare ad un altro crossover per almeno un altro anno, ma proprio in quel momento vengono attaccati da Darkseid. I cinque, ormai esausti, si rifiutano di combatterlo.
In una scena dopo i titoli di coda il Warlogog finisce in uno strano mondo quantistico e viene recuperato da un misterioso uomo.

## Personaggi
- Robin (Teen Titans/Teen Titans Go!), doppiati in inglese da Scott Menville e in italiano da Alessio De Filippis
- Stella Rubia (Teen Titans/Teen Titans Go!), doppiate in inglese da Hynden Walch e in italiano da Ilaria Latini
- Corvina (Teen Titans/Teen Titans Go!), doppiate in inglese da Tara Strong e in italiano da Monica Bertolotti
- Cyborg (Teen Titans/Teen Titans Go!), doppiati in inglese da Khary Payton e in italiano da Luigi Ferraro
- Beast Boy (Teen Titans/Teen Titans Go!), doppiati in inglese da Greg Cipes e in italiano da Gabriele Patriarca
- Trigon (Teen Titans/Teen Titans Go!), Hexagon, doppiati in inglese da Kevin Michael Richardson e in italiano da Pierluigi Astore
- Babbo Natale, doppiato in inglese da Robert Morse
- Sig.ra Natale, doppiata in inglese da Grey DeLisle
- Signore dei Giochi, doppiato in inglese da Rhys Darby e in italiano da Paolo De Santis
- Nightwing, doppiato in inglese da Sean Maher
- Terra, doppiata in inglese da Ashley Johnson
- Gentleman Ghost, Darkseid, doppiati in inglese da "Weird Al" Yankovic

## Promozione
Il 26 giugno 2019, IGN ha pubblicato un trailer ufficiale esclusivo su YouTube.

## Distribuzione
Il film è stato presentato in anteprima al San Diego Comic-Con International il 21 luglio 2019. È stato distribuito in digitale il 24 settembre 2019 e in DVD e Blu-ray il 15 ottobre. È stato trasmesso in prima serata su Boing il 1º novembre 2019 con il doppiaggio italiano. Il film è tornato su Cartoon Network il 17 gennaio 2020.

## Accoglienza

### Critica
Il film è stato accolto positivamente dalla critica. IGN gli ha dato un 8,5 su 10, affermando: «Un altro fantastico sforzo animato di DC/Warner Bros., Teen Titans Go! Vs. Teen Titans è un film super divertente perfettamente pronto per il debutto al Comic Con di San Diego. Pieno di personaggi classici, divertenti e appaganti per i fan, questo caotico crossover di cartoni animati delizierà sicuramente anche i fan più irritabili di Teen Titans e i più sfacciati di Teen Titans Go!. Fondamentalmente, non importa da dove entri in quest'arena, ti divertirai titanicamente mentre ti unisci a queste due squadre in un viaggio che attraversa il tempo, lo spazio e... Babbo Natale!».
Brandon Zachary di CBR.com ha scritto «Teen Titans Go! Vs. Teen Titans non è il film più rivoluzionario di sempre, né raggiunge la scala veramente ambiziosa degli anni scorsi di Teen Titans Go! - Il film, mentre Spider-Man - Un nuovo universo, che è tematicamente simile e riuscì ad esserlo. Ma come lettera d'amore al franchise che incorpora molto umorismo e cuore, il nuovo film ha successo. Dimostra che, indipendentemente dalla loro forma, i Teen Titans possono avere storie avvincenti ed emozionanti, anche in mezzo a gag sui superumani che combattono gli elfi di Babbo Natale».